# Deslizamento de terra em Oso de 2014
O deslizamento de terra em Oso de 2014 ocorreu no dia 22 de março  um deslizamento de terra arrastou a montanha Skaglund Hill, localizada ao leste de Oso, Washington, matando pelo menos 14 pessoas e causando o desaparecimento de muitos mais (no final foram contabilizadas 43 vítimas mortais e 4 feridos graves, além de 49 casas e outras estruturas destruídas). Às 10h37 horas, o deslizamento de terra fluiu através do rio Stillaguamish, por entre um bairro de cerca de 30 casas e cruzou a Rodovia 530, represando o rio e impedindo completamente a rodovia. Mais de 100 socorristas de Snohomish e municípios vizinhos foram enviados para ajudar com assistência médica e os esforços de busca e resgate.
Um total de 1 milha quadrada (ou 2,6 km²) foi o que desceu montanha abaixo, contendo lama, árvores e outros detritos cortando casas que ficavam bem abaixo da colina.
Na manhã de 24 de março um total de 14 pessoas mortas havia sido confirmadas, outras 176 eram dadas como desaparecidas. No balanço final foram contabilizadas 43 vítimas mortais e 4 feridos graves.

## Galeria

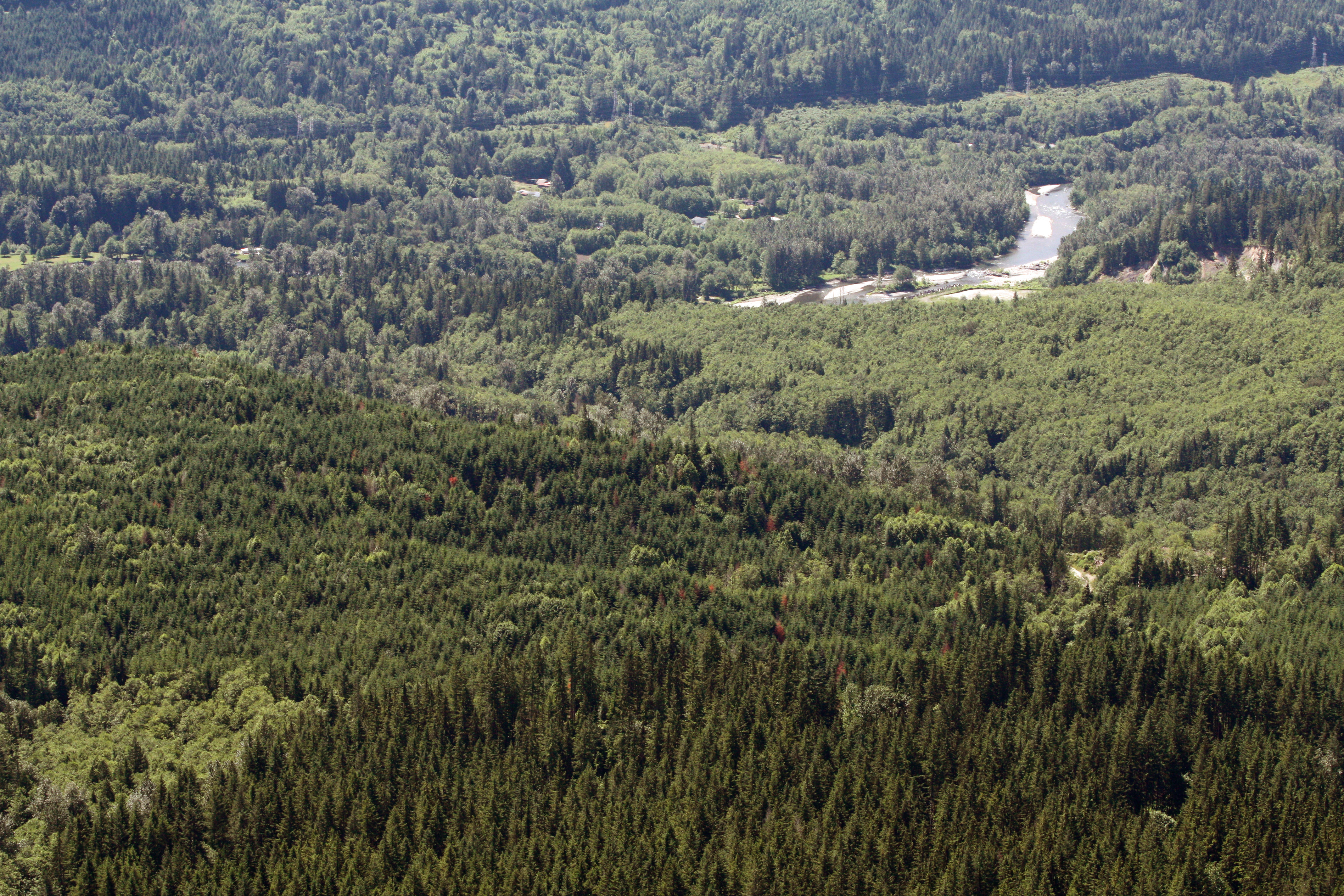
Região de Oso em 2009.